# ПАК Бакальська коса
Прибережний аквальний комплекс Бакальська коса — гідрологічна пам'ятка природи місцевого значення, розташована неподалік від села Стерегуще Роздольненського району АР Крим. Створена відповідно до Постанови ВР АРК № 97 від 22 грудня 1972 року.

## Загальні відомості
Площа — 410 гектарів. Розташована неподалік від села Стерегуще Роздольненського району.
Охоронна зона пам'ятки природи «Прибережний аквальний комплекс біля Джангульського зсувного узбережжя» встановлена з метою захисту особливо охоронюваної природної території від несприятливих антропогенних впливів.